# Son Ferrer
Son Ferrer es una localidad española perteneciente al municipio de Calviá, en Mallorca, la isla más grande del archipiélago Balear. Su censo en 2022 era de 6062 habitantes.
Está situada a unos 20 kilómetros de la capital, Palma de Mallorca. Forma parte del entramado del Paseo Calviá, un paseo peatonal considerado como el Pulmón verde del municipio. Es colindante hacia el este con La Porraza, con la urbanización El Toro al oeste, con Santa Ponsa hacia el noroeste, con el Campo de Golf Poniente hacia el sur, y junto al Puig de Saragossa y el área boscosa de Cala Figuera. Está dividida en dos zonas; la comercial, donde se permiten comercios además de viviendas, y la residencial, donde únicamente hay viviendas.

## Historia

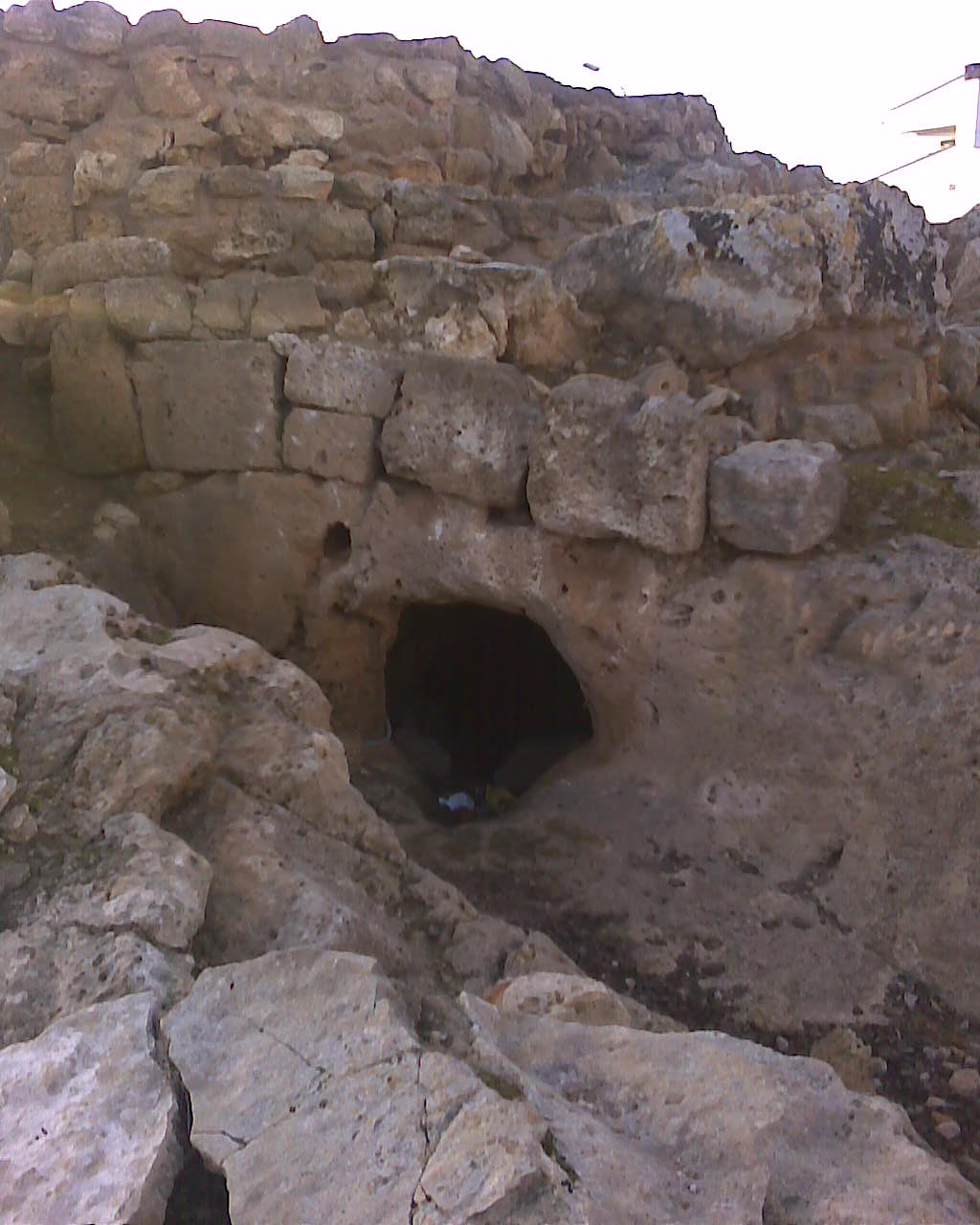
Entrada a la naveta del túmulo de Son Ferrer.

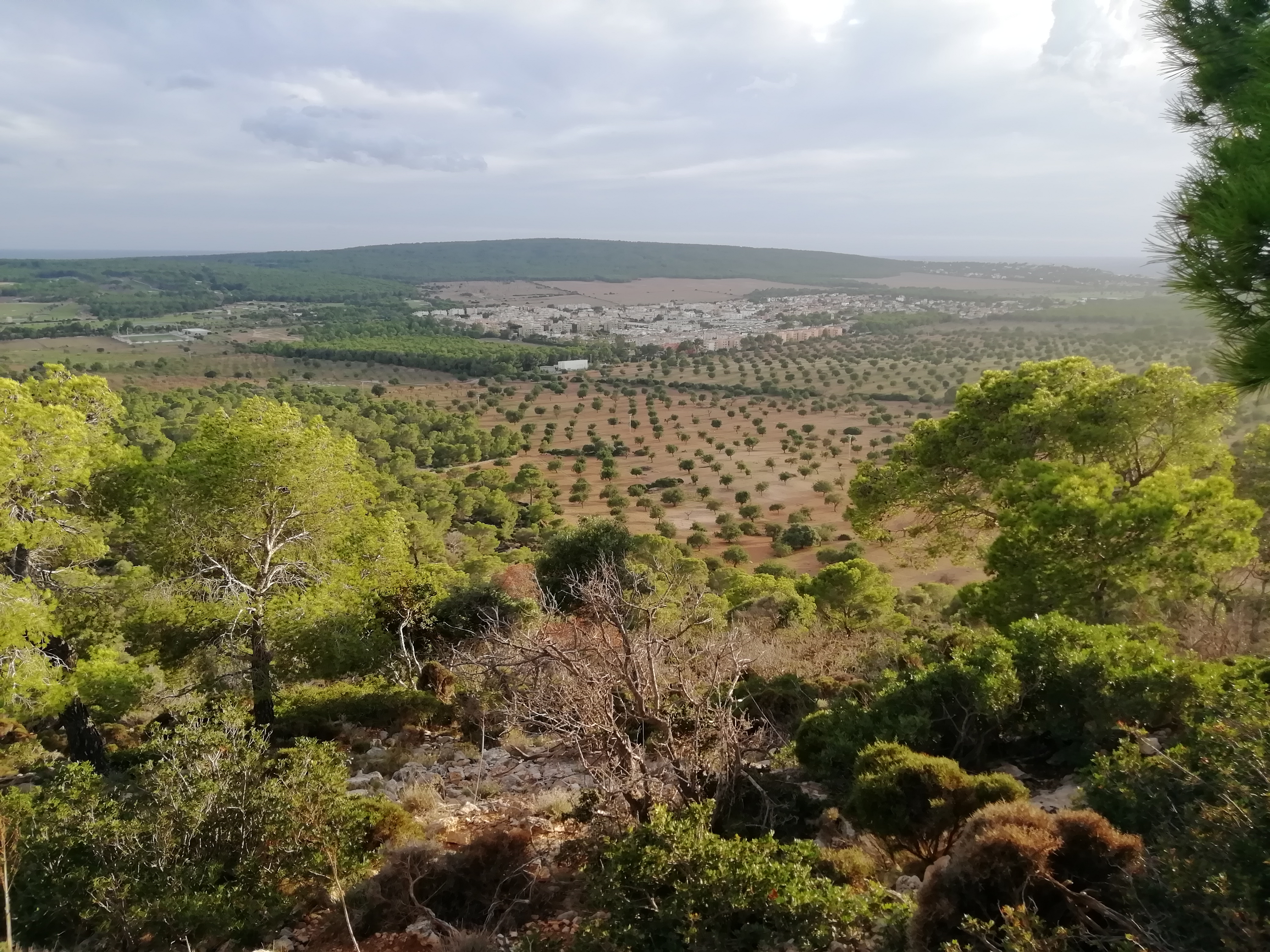
Vista de Son Ferrer, y los algarrobos, desde el Puig de Saragossa.

Antes de convertirse en terreno urbanizable, consistía en las tierras de la todavía existente en 2008 Can Ferrer, posesión mallorquina con cientos de almendros, moreras, higueras y algarrobos. Las tierras pertenecían al terrateniente Antonio Seguí Ferrer, quien las vendió al ayuntamiento de Calviá, el cual diseñó la urbanización, promocionó y gestionó la venta de sus parcelas. La localidad es parte del área que constituye el Parque arqueológico Puig de sa Morisca, y contiene restos megalíticos de una naveta, una cueva sepulcral y parte de un talayot que le otorgan un notable valor arqueológico.

## Instalaciones

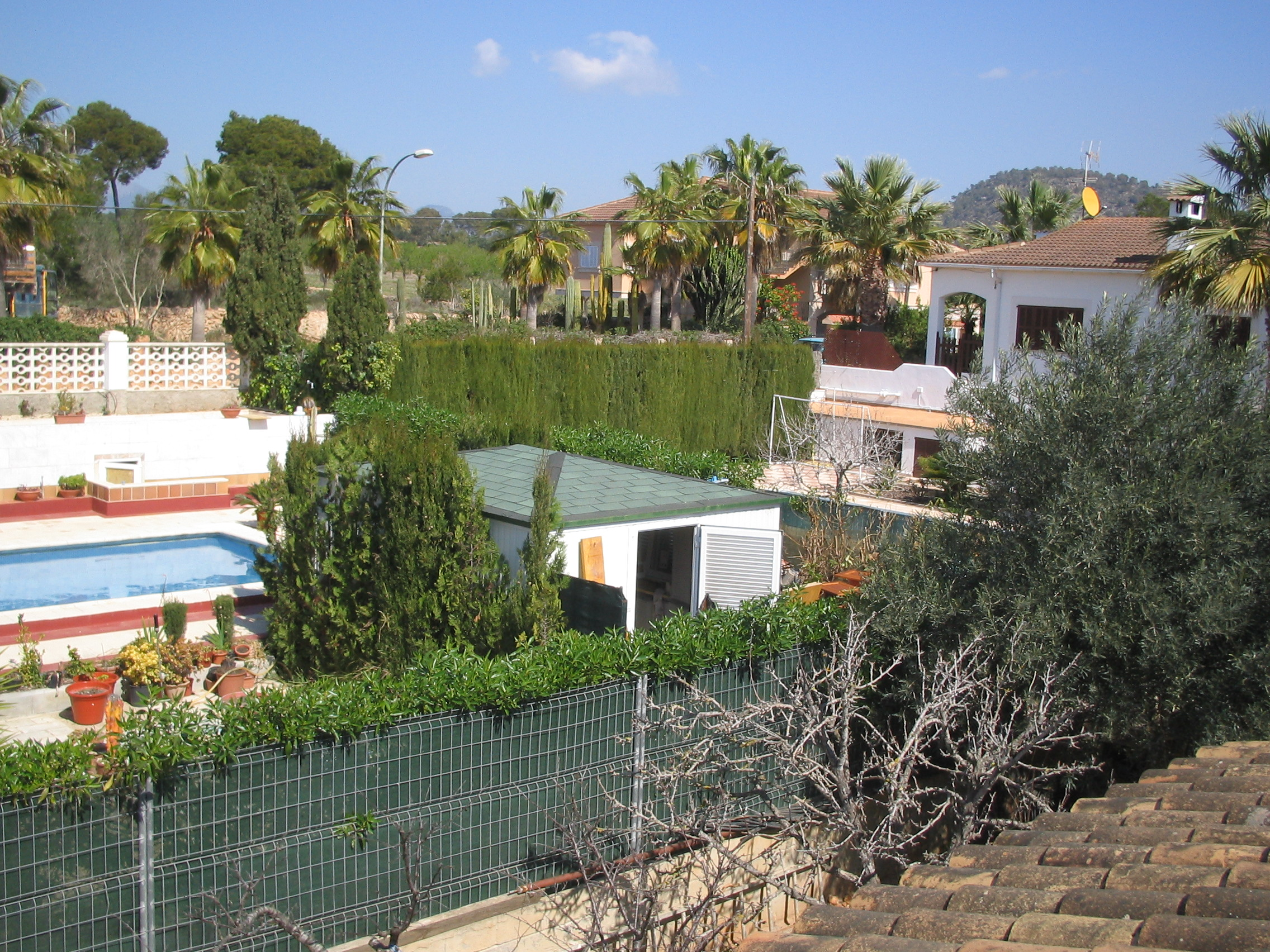
Zona residencial de Son Ferrer.

La urbanización está rodeada por dos campos de golf y por un pequeño bosque de pino carrasco y garriga, convertido en zona de recreo deportiva, con un recorrido para practicar carreras a pie con elementos deportivos temáticos: maquinaría gimnástica general, hecha con madera. Esta misma zona, dispone también de una cancha de baloncesto. La zona del instituto cuenta con una cancha de futbito, y entre el centro médico y la iglesia, se encuentra un minipabellón deportivo y un casal de la tercera edad.
Una de las peculiaridades de esta urbanización es que todas sus calles, excepto una, la llamada «Ca'n Ferrer», tienen nombres de aves. Además, todas las calles de la zona comercial tienen nombres de aves grandes, mientras que las de la zona residencial pequeñas.
Son Ferrer cuenta entre su población con residentes británicos, por lo que algunas de sus tabernas han llegado a ser el «Club oficial de los Hazards de Poniente», un grupo local de jugadores de golf. También posee su propio campo, piscina cubierta y equipo de fútbol, el llamado C.F. Son Ferrer.

## Servicios sociales

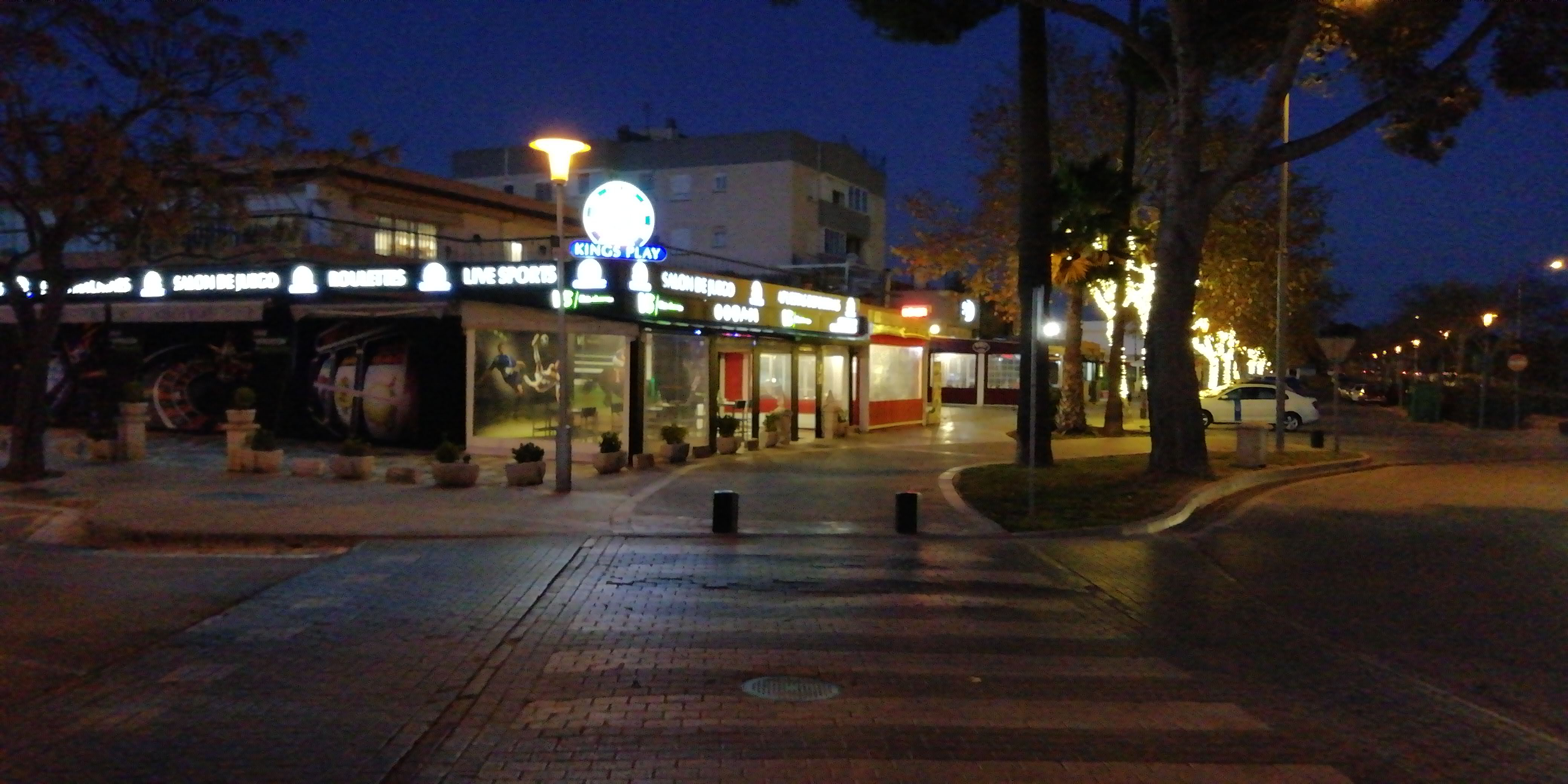
Parte frontal de la urbanización, en la zona comercial.

La urbanización cuenta con todo tipo de servicios: iglesia, escuela, biblioteca, centro deportivo, casa de cultura, casa de la juventud, centro médico, farmacia, piscina, instituto, supermercado y su propio campo de fútbol, dotado de césped artificial y su propio equipo: «C.F. Son Ferrer». En relación con el ámbito social y al comercio, se lleva a cabo en sus más de 40 locales comerciales: heladerías, restaurantes temáticos, salón bar de billares, pubs y mercadillos semanales.